# Нарратив
Наррати́в (англ. и фр. narrative ← лат. narrare — «рассказывать, повествовать») — повествование о некотором множестве взаимосвязанных событий, представленное читателю в виде последовательности слов или образов. 
Часть значений термина «нарратив» совпадает c общеупотребительными словами «повествование», «рассказ». Учение о нарративе — нарратология. С начала XXI века под влиянием англоязычной политологии термин приобрёл в русском языке дополнительное значение — «высказывание, содержащее мировоззренческую установку или предписание» — синонимичное идеологеме.

## Происхождение термина
Термин был заимствован из историографии, где появился при разработке концепции «нарративной истории», рассматривающей исторические события не сами по себе, как результат закономерных исторических процессов, а в контексте рассказа о них и в неразрывной связи с их интерпретацией (например, работа Тойнби «Человечество и колыбель-земля. Нарративная история мира», 1976). Таким образом, как событие в рамках нарративной истории не возводится к некой изначальной первопричине, так и для текстов наличие в них исходного смысла не является важным, что проявилось, например, в идеях Жака Деррида о разрушении «онто-тео-телео-фалло-фоно-лого-центризма» текста и Юлии Кристевой о необходимости снятия «запрета на ассоциативность», вызванного «логоцентризмом индоевропейского предложения».

## Нарратив, текст и дискурс
Сходными по значению с нарративом являются понятия текста и дискурса. Согласно Лотману, повествование всегда описывает действие, поэтому оно всегда сюжетно. Текст же – знаковая система, которая может быть статичной. Поэтому текст «составляет основу всякого повествования». Например, словарь — это текст, но не нарратив. Вместе с тем нарратив является разновидностью текста, его конкретным выражением, тогда как дискурс противоположен нарративу. Поскольку нарратив описателен (дескриптивен), то в нём, помимо логической структуры, существуют ещё эстетическая, эмоциональная и ассоциативная структуры.

## Характеристики и интерпретации
В качестве основополагающей для нарративизма берётся идея субъективной привнесённости смысла через задание финала.
В связи с этим неважно понимание текста в классическом смысле слова.
Фредрик Джеймисон считает, что нарративная процедура «творит реальность», утверждая как её относительность (то есть не имея никаких претензий на адекватность), так и свою «независимость» от полученного смысла. Барт рассматриваетттккст как эхокамеру, возвращающую субъекту лишь привнесённый им смысл; повествование идёт «ради самого рассказа, а не ради прямого воздействия на действительность, то есть, в конечном счёте, вне какой-либо функции, кроме символической деятельности как таковой». Сравнивая классический труд — произведение и постмодернистский текст, Барт пишет: «произведение замкнуто, сводится к определённому означаемому… В тексте, напротив, означаемое бесконечно откладывается на будущее».
По идеям М. Постера, смысл рассказа понимается в процессе наррации, то есть «мыслится как лишённый какого бы то ни было онтологического обеспечения и возникающий в акте сугубо субъективного усилия».
Й. Брокмейер и Ром Харре считают нарратив не описанием некой реальности, а «инструкцией» по определению и пониманию последней, как, например, правила игры в теннис, которые только создают иллюзию описания процесса игры, являясь на самом деле лишь средством «вызвать игроков к существованию».
Ещё одной характеристикой нарратива является лёгкость. Термин предложен Итало Кальвино (ит. leggerezza) для обозначения лёгкости, которую «нарративное воображение может вдохнуть в pezantezza — тяжеловесную действительность».
Основной частью рассказа и моментом появления в нём фабулы является его завершение. Нарратор (рассказчик) – в первую очередь носитель знания о финале, и только благодаря этому качеству он принципиально отличается от другого субъекта нарративного рассказа — его «героя», который, существуя в центре событий, не имеет этого знания.
Такие идеи были типичны и для авторов, только предварявших постмодернистскую философию. Так, Роман Ингарден рассматривал «конец повествования» как фактор, придающий обычной хронологической последовательности событий идею, и говорил о важнейшем смысле «последней» («кульминационной») фразы текста: «Специфика выраженного данной фразой… пронизывает всё то, что перед этим было представлено… Она накладывает на него отпечаток цельности».
Для принятой постмодернизмом концепции истории главной является идея значения финала для конституирования нарратива как такового. Фрэнк Кермоуд считал, что лишь существование определённого «завершения», изначально известного нарратору, создаёт некое поле тяготения, стягивающее все сюжетные векторы в общий фокус.
Деррида предложил идею отсрочки (фр. différance), согласно которой становление (сдвиг) смысла осуществляется «способом оставления (в самом письме и в упорядочивании концептов) определённых лакун или пространств свободного хода, продиктованных пока ещё только предстоящей теоретической артикуляцией». Деррида рассматривает «движение означивания», при котором каждый «элемент», называемый «наличным» и стоящий «на сцене настоящего», соотносится с чем-то иным, храня в себе «отголосок, порождённый звучанием прошлого элемента», и при этом начинает разрушаться «вибрацией собственного отношения к элементу будущего». То есть, находясь в настоящем, он может быть отнесён и к «так называемому прошлому», и к «так называемому будущему», которое является одной из сил настоящего.
Поскольку для постмодернистского текста наличие объективного смысла не имеет важности, то и не предполагается понимание этого текста в герменевтическом смысле этого слова. «Повествовательная стратегия» постмодернизма рассматривается как радикальный отказ от реализма в любых его проявлениях:
- литературно-художественный критический реализм, так как критиковать — значит считаться с чем-то как с объективным (а постмодернисты критиковали даже символизм, обвиняя его последователей в том, что символы и знаки являются всё же следами определённой реальности);
- традиционный философский реализм, так как, по мнению Д. Райхмана, постмодерн относится к тексту принципиально номиналистично;
- сюрреализм, так как постмодерну не нужны «зоны свободы» в личностно-субъективной эмоционально-аффективной сфере и он находит эту свободу не в феноменах детства и сновидениях (как сюрреализм), а в процедурах деконструкции и означивания текста, предполагающих произвольность его центрации и семантизации.

По мнению Ганса Гадамера, истинная свобода реализует себя именно через всё многообразие нарративов: «всё, что является человеческим, мы должны позволить себе высказать».
В данном контексте можно рассматривать и одну из сторон общей для всего постмодерна установки, иногда называемой «смерть субъекта» (и, в частности, «смерть автора»), нарратив Автора в процессе чтения заменяется нарративом Читателя, по-своему понимающего и определяющего текст. Если же последний пересказывает текст, то он, в свою очередь, становится Автором для другого Читателя, и так далее. Таким образом, нарратив является рассказом, который всегда можно рассказать по-другому.
В этом контексте Й. Брокмейер и Р. Харре соотносят нарратив с феноменом дискурсивности, рассматривая его как «подвид дискурса».